# Bourg (Żyronda)
Bourg – miejscowość i gmina we Francji, w regionie Nowa Akwitania, w departamencie Żyronda.
Według danych na rok 1990 gminę zamieszkiwało 2158 osób, a gęstość zaludnienia wynosiła 205 osób/km² (wśród 2290 gmin Akwitanii Bourg plasuje się na 198. miejscu pod względem liczby ludności, natomiast pod względem powierzchni na miejscu 1027.).